# Marie Anne Victoire Pigeonová
Marie Anne Victoire Pigeonová d'Osangis (1724, Paříž – 1767, Berlín) byla francouzská matematička, dcera Jeana Pigeona.

## Život
Marie Anne Victoire Pigeonová vyrůstala mezi astronomickými přístroji postavenými jejím otcem. Snažil se v ní vybudovat zájem o vědu. Naučila se vysvětlovat funkci jeho přístrojů před publikem tvořeným šlechtou, kněžími i vědci. Jean poprosil svého bývalého studenta, Pierra Anrého Prémontvala, aby Marii učil. Od něho se učila matematice, přírodním vědám a fyzice. Otec chtěl, aby se stala učitelkou matematiky pro ženy.
V roce 1743 vyučovala spolu s Prémontvalem mužské publikum o 60 lidech, vysvětlovala jim aritmetiku a trigonometrii. V té době začala pracovat na knize Le méchaniste philosophe ou Mémoire contenant plusieurs particularités de la vie et des ouvrages du sieur Jean Pigeon, která vyšla v roce 1750 a spíše než vědeckou publikací byla biografií jejího otce.
Kvůli náboženským důvodům a vědeckým sporům odešla s Prémontvalem do Švýcarska, kde si jej v roce 1746 vzala. Nakonec se přestěhovali do Berlína. Několik let pracovala jako manželova asistentka a psala, četla a dělala korektury jeho manuskriptů a článků, jelikož začínal ztrácet zrak. Na doporučení získala místo učitelky pruské princezny Vlemíny Hesensko-Kasselské.